# Hans Brons
Hans Brons (Leiden, 11 augustus 1956) is een Nederlands dirigent.

## Biografie
Brons werd geboren in Leiden en groeide als kind muzikaal op. Hij werd op zesjarige leeftijd jongenssopraan in de Hooglandse kerk waar zijn vader Joop Brons destijds organist was. Toen hij achttien jaar was sloot hij zich aan bij de Leidse Cantorij waar hij eerst begon als zanger en vervolgens in 1980 dirigent werd.

## Loopbaan
Brons was begin jaren 1980 werkzaam als dirigent van de Leidse Cantorij in de Hooglandse kerk. Eind jaren 80 zong dit koor ook in Engeland enkele kerkdiensten (evensongs en eucharists), onder andere in de St Paul’s Cathedral in Londen, de York Minster en de St George's Chapel in de Windsor Castle. Hij werd in 2020 met zijn 40-jarige jubileum benoemd tot Ridder in de Orde van Oranje-Nassau.
Brons is oprichter en dirigent van het Pancrasconsort, een Leids projectkoor dat onder andere gezongen heeft op het Oude Muziek Festival in Utrecht